# Jagiellonen

Das Lothringer Kreuz, das Dynastiewappen der Jagiellonen

Die Jagiellonen (auch Jagellonen) waren eine im Mannesstamm aus Litauen stammende Nebenlinie des Hauses Gediminas und eine europäische Dynastie, die von 1386 bis 1572 die polnischen Könige und die Großfürsten von Litauen stellte. Auch waren sie ab dem 15. Jahrhundert ungarische, kroatische und böhmische Könige.

## Geschichte

Größte Einflusssphäre der Jagiellonen in Europa seit 1490 durch den Erwerb der ungarischen Krone bis zur Schlacht bei Mohács 1526, dem Beginn der fast 200 Jahre dauernden Türkenkriege in Mitteleuropa

Als Gründer dieser Dynastie gilt der litauische Großfürst Jogaila (polnisch Jagiełło), der als Władysław II. Jagiełło im Jahr 1386 durch Heirat mit der polnischen Königin Hedwig von Anjou den polnischen Thron zu Krakau bestieg.
Jogaila war viermal verheiratet, zuletzt seit 1422 mit Sofia aus dem litauisch-ruthenischen Fürstenhaus Holszański. Gemeinsam hatten sie zwei Söhne, Władysław III. und Kasimir IV. Den polnischen Thron erbte Władysław, der nach seiner Wahl zum ungarischen König 1444 bei der Rettung von Konstantinopel in der Schlacht bei Varna fiel. Kasimir (IV.), seit 1440 Großfürst von Litauen, wurde 1447 als König Kasimir II. auf den polnischen Thron berufen. Seiner Ehe mit Elisabeth von Habsburg, Tochter des römisch-deutschen Königs Albrecht II., entstammten dreizehn Kinder. Er knüpfte mit vielen europäischen Dynastien Heiratsverbindungen.
Auch in Ungarn, Kroatien und Böhmen konnten sich jagiellonische Prinzen als Könige etablieren, zuerst in Konkurrenz, dann (nach dem Zwischenspiel Matthias Corvinus) in Zusammenarbeit mit den Habsburgern. Vladislav II. von Böhmen, Ungarn und Kroatien herrschte in drei Ländern, ebenso sein Sohn Ludwig II. Nach dessen unglücklichem Tod 1526 in der Schlacht bei Mohács wurde er vom Habsburger Ferdinand I. und vom Magnaten Johann Zápolya (Schwager Sigismunds I. und Vladislavs II., sowie Onkel und Regent Ludwigs II.) beerbt. Zapolya heiratete 1539 zudem Sigismunds Tochter Isabella und vermachte beider Sohn die ungarische Krone mit dem Fürstentum Siebenbürgen.
Mit Sigismund II. August, dem König von Polen und Großfürst von Litauen, starb das Geschlecht der Jagiellonen 1572 im Mannesstamm aus, worauf in Polen und Litauen das Erbkönigtum durch ein Wahlkönigtum abgelöst wurde. Beide Länder verschmolzen zur Rzeczpospolita, einer Aristokratischen Republik unter der „Präsidentschaft“ eines Wahlkönigs bzw. Wahlgroßfürsten an der Staatsspitze.
Die Jagiellonen beherrschten dank ihrer vielfältigen Verbindungen mit den Adelsfamilien Europas um 1500 das Königreich Polen, das Großfürstentum Litauen, das Königreich Böhmen, das Königreich Ungarn und das Königreich Kroatien. Sie strebten nach der Aufrechterhaltung eines Gleichgewichts mit dem römisch-deutschen Kaisertum, dem Osmanischen Reich und der Festigung des Besitzstandes an der Ostflanke auf dem Gebiet der ehemaligen Kiewer Rus gegen das Großfürstentum Moskau. Deshalb überließ 1515 Sigismund I. im Wiener Vertrag die Kronen Ungarns, Kroatiens und Böhmens den Nachkommen aus der Eheverbindung Ludwigs II. mit dem Haus Habsburg. In der Ostpolitik konnten die Jagiellonen das Kräftegleichgewicht angesichts der wachsenden Macht des Großfürstentums Moskau bewahren. Dieser Konflikt, in den sich auch das Königreich Polen infolge der Moskowitisch-Litauischen Kriege und der Lubliner Union von 1569 hineingezogen sah, wurde erst nach langdauernden Kriegen unter der Herrschaft König Stephan Báthorys gelöst. Die Nachkommen Jagiełłos, die den größten Staat in Mitteleuropa während des 14., 15. und 16. Jahrhunderts schufen, legten auch den Grund der jagiellonischen Idee, die noch im 20. Jahrhundert in der Vorstellung von ‚Polen von Meer zu Meer‘, das heißt von der Ostsee bis zum Schwarzen Meer, weiterlebte.

## 20. Jahrhundert
Als „Jagiellonen“ bezeichneten sich auch die Anhänger des polnischen Politikers Józef Piłsudski, die nach der Wiederherstellung Polens 1918 unter Rückgriff auf die Geschichte im Osten den Anschluss Litauens sowie weiterer vor 1772 an Russland verlorener Gebiete anstrebten. Dieser Richtung der polnischen Zwischenkriegszeit standen die Anhänger Roman Dmowskis entgegen, die Gebietsansprüche im Westen unter Rückgriff auf die frühere polnische Dynastie der Piasten erhoben.

## Großherzöge von Litauen
- Władysław II. Jagiełło 1377–1401
- Kasimir I. Andreas 1440–1492

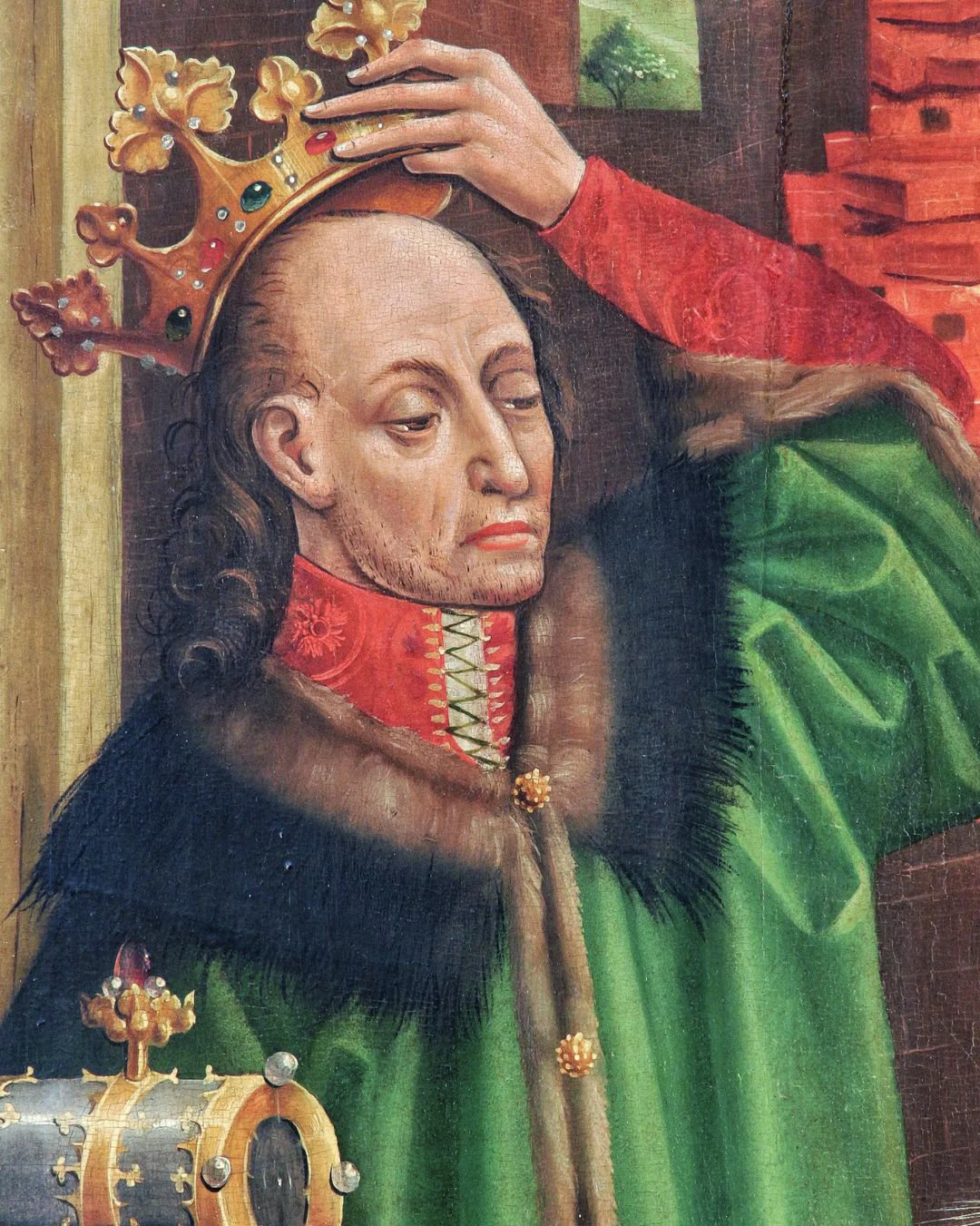
Władysław II. Jagiełło

Miniaturporträts der Jagiellonen-Dynastie

- Alexander der Jagiellone 1492–1506
- Sigismund I. der Alte 1506–1548
- Sigismund II. August 1548–1572

## Könige von Polen
- Władysław II. Jagiełło 1386–1434
- Władysław III. von Warna 1434–1444
- Kasimir II. der Jagiellone 1447–1492
- Johann I. Albrecht 1492–1501
- Alexander der Jagiellone 1501–1506
- Sigismund I. der Alte 1506–1548
- Sigismund II. August 1548–1572
- Anna Jagiellonica 1574–1575

## Könige von Böhmen, Ungarn und Kroatien
- Vladislav II. 1471–1516
- Ludwig II. 1516–1526